# 北条政長
北条 政長（ほうじょう まさなが）は鎌倉時代中期から後期にかけての武将。北条氏の一門。父は7代執権・北条政村、母は三浦重澄の娘。
『系図纂要』では通称を相模五郎としており、『野辺本北条氏系図』には四郎と記載されている。しかし、系図纂要、北条氏系図など、複数の史料に、すぐ上の兄宗房の弟であることが記載されていることや、それらの史料は宗房を「新相模四郎」と称していることから、政長は五男に相違ないとみなされている。
『正宗寺本北条系図』によれば、政長の子に、同名の「政長」が、更に、政長の父政村と同名の「政村」なる人物が見られるが、親子で同じ名前を名乗ったりするなど不自然ではないかと指摘されており、誤記の可能性がある。
政長は、政村流の中では政村の嫡男時村に継ぐ地位を幕府内で確保していた。建治3年（1277年）、北条貞時が元服した際には、北条顕時と共に甲冑を献上する役を担当した。
翌弘安元年（1278年）、29歳で引付衆に任じられ、同7年（1284年）正月には評定衆の一員となる。同年、駿河守に任命され、永仁3年（1295年）まで務めた。弘安9年（1286年）に引付の五番頭人に任ぜられた。永仁3年（1295年）正月の椀飯の儀式では御剣献上の役目を任されている。正安3年（1301年）7月14日、52歳で没した。
和歌、書道にも長じ、『続拾遺和歌集』『新後撰和歌集』『玉葉和歌集』『続千載和歌集』など、複数の勅撰集に八首の歌が収録されている。